# NGC 2935
NGC 2935 ist eine Balken-Spiralgalaxie vom Hubble-Typ SBb im Sternbild Wasserschlange südlich der Ekliptik. Sie ist schätzungsweise 92 Millionen Lichtjahre von der Milchstraße entfernt und hat einen Durchmesser von etwa 110.000 Lichtjahren.
Im selben Himmelsareal befinden sich u. a. die Galaxien NGC 2920, NGC 2921, NGC 2945.
Das Objekt wurde am 20. März 1786 von William Herschel entdeckt.